# George Newberry
George Newberry (* 6. März 1917 in Burton-upon-Trent, Staffordshire oder in Swadlincote, Derbyshire; † 29. Dezember 1978 ebenda) war ein britischer Radrennfahrer.

## Sportliche Laufbahn
Newberry war Teilnehmer der Olympischen Sommerspiele 1952 in Helsinki. In der Mannschaftsverfolgung gewann er gemeinsam mit Ronald Stretton, Don Burgess und Alan Newton die Bronzemedaille. Das Team wurde in jener Saison auch Vierter der UCI-Bahn-Weltmeisterschaften in der Mannschaftsverfolgung. Er startete für den Verein East Midlands Clarion Leicester.